# Île Furia
L'île Furia (en espagnol : Isla Furia) est une île de la Terre de Feu dans le sud-ouest du Chili. 

## Géographie
Désertique et fortement échancrée et ravinée, elle s'étend sur environ 10,750 km de longueur sur une largeur approximative de 7,745 km. 